# Ophiacantha fuscina
Ophiacantha fuscina är en ormstjärneart som beskrevs av Colonel O'Hara och Sabine Stöhr 2006.
Ophiacantha fuscina ingår i släktet Ophiacantha och familjen knotterormstjärnor. Inga underarter finns listade i Catalogue of Life.